# Wim Stevens (acteur)
Wim Stevens (Torhout, 27 mei 1967) is een Vlaams acteur. Zijn bekendste rollen zijn die van Han Dens in Ons geluk, dokter Kristof Welvis in Spoed, die van Thierry de Groot in Zone Stad, die van Koen van Durmen in Kaat & co en die van Tom De Decker in Thuis.

## Rollen
- Ons geluk - Han Dens (1995)
- Thuis - Student (1996), Victor 'Vic' Lindbergh (2003) en Tom De Decker (2009-heden)
- Mexico Ofzo - Tim (1996)
- De burgemeesters - Ronny (1997)
- Windkracht 10 - Dany Nuyts & Sportvisser (1998)
- Hof van Assisen (1998)
- Wittekerke - Pol (1999-2000) en Thierry Vermeulen (2007)
- Flikken - Steven (1999) en David Lauwers (2004)
- Heterdaad - Dirk Lauwerijs (1999)
- Shades - man in parking (1999)
- Zand erover (1999)
- Spoed - Kristof Welvis (2000-2001) en inspecteur Heymans (2008)
- De Kotmadam - Geert (2000)
- Stille waters - Meester Leys (2001-2002)
- Recht op recht - X2 (2001)
- Droge voeding, kassa 4 - Leo (2001)
- Rauw! - Bert (2001)
- F.C. De Kampioenen - Inspecteur van volksgezondheid (2001)
- Café Majestic (2002)
- Zone Stad - Thierry De Groot (2003-2004, 2007, 2012)
- Spring - Piet Dubois (2003)
- Sedes & Belli - Dennis Verbiest en Guy Hamels (2003)
- Witse - Marc Christiaensen (2004), Oosterlinck (2005), Erik De Wolf (2007) en Evert Winters (2012)
- De Wet volgens Milo - Josse (2004)
- Brutus - Josse (2004)
- Familie - Sergio Coppens (2005) en Rudy Ballings (2009)
- Urbain - Wesley (2005)
- Lili en Marleen - Bouwinspecteur (2006)
- Mega Mindy - Ronny (2006)
- Sara - Dokter (2007-2008)
- Uit het leven gegrepen: Kaat & Co - Koen Van Durmen (2007)
- Aspe - Directeur rusthuis Avondrood (2007)
- Amika - Arian Van Dongeren (2008-2009)
- Happy Singles - Journalist (2008)
- Blinker en de Blixvaten - Maatpak 3 (2008)
- LouisLouise - Dokter (2009)
- Los Zand - Geert Somers (2009)
- De Komedie Compagnie (2013)
- Rox - Vladimir Stybar (2013)
- Chantal - Ludo Devos (2025)